# Higashi-ku (Hiroshima)
Higashi (東区 Higashi-ku?) es un barrio de la ciudad de Hiroshima, en la prefectura de Hiroshima, Japón. En junio de 2019 tenía una población estimada de 119.642 habitantes y una densidad de población de 3.035 personas por km². Su área total es de 39,42 km².

## Demografía
Según los datos del censo japonés, esta es la población de Higashi en los últimos años.
| Año del censo | Población |
| ------------- | --------- |
| 1995          | 124.829   |
| 2000          | 123.258   |
| 2005          | 121.222   |
| 2010          | 120.751   |
| 2015          | 120.155   |